# Darżewo (Nowa Wieś Lęborska)
Darżewo (deutsch Darsow) ist ein Dorf in der polnischen Woiwodschaft Pommern. Es gehört zur Gmina Nowa Wieś Lęborska (Landgemeinde Neuendorf) im Powiat Lęborski (Lauenburger Kreis).

## Geographische Lage
Das Dorf liegt in Hinterpommern, etwa dreizehn Kilometer westsüdwestlich der Stadt Lębork (Lauenburg in Pommern) und 28 Kilometer südlich der an der Ostsee gelegenen Stadt Łeba (Leba). Nördlich des Dorfes erhebt sich ein bewaldeter Hügel, Schlossberg genannt, auf dem sich ein Burgwall aus  vorgeschichtlicher Zeit befindet.

## Geschichte

Darsow, östlich der Stadt Stolp und westsüdwestlich der Stadt Lauenburg in Pommern, auf einer Landkarte von 1910.

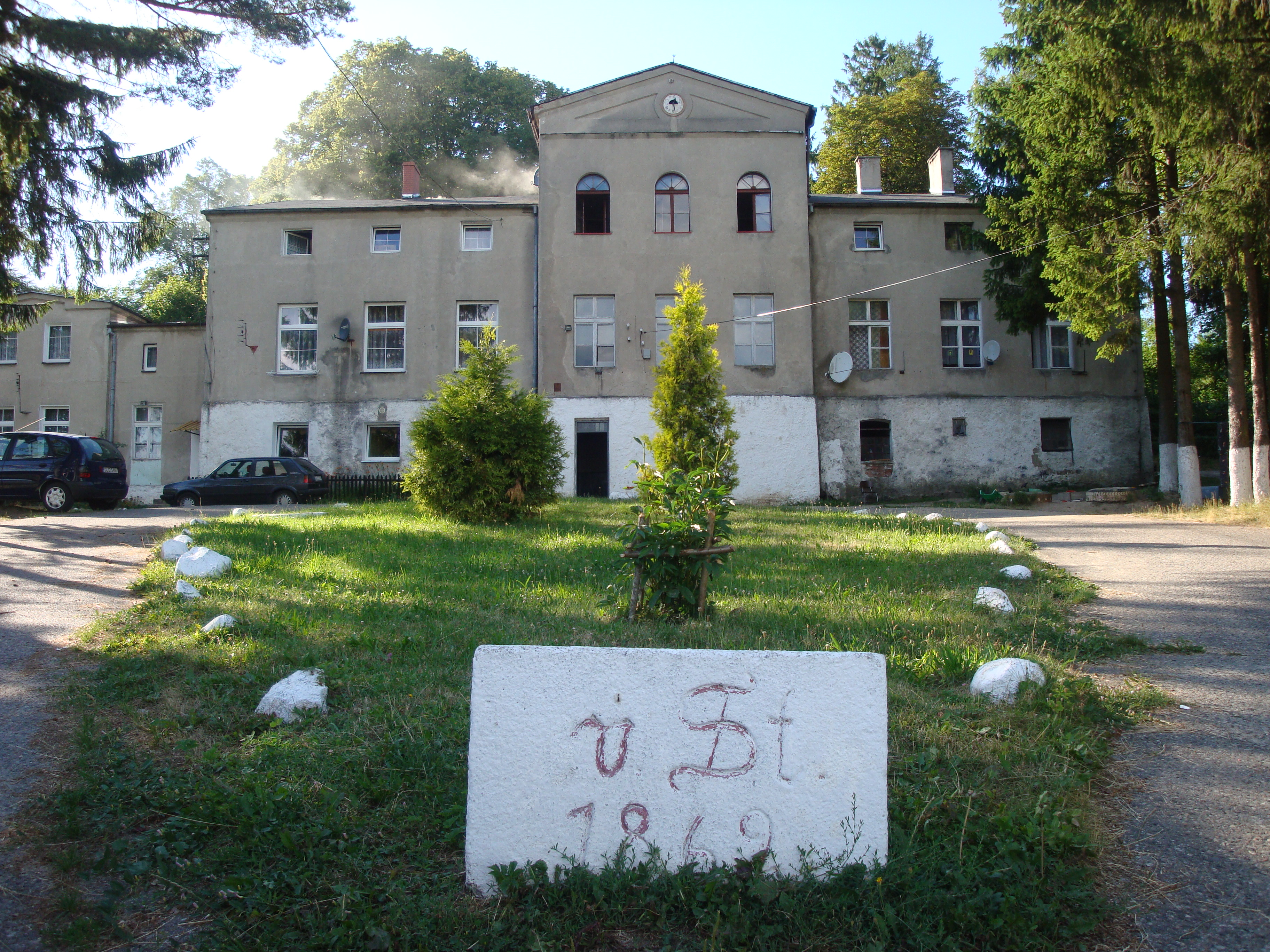
Ehemaliges Herrenhaus der Familie Stojentin in Darsow, im Vordergrund eine Tafel mit der Aufschrift v. St. 1869.

Die ersten Nennungen von Darsow in pommerschen Urkunden des 14. Jahrhunderts gebrauchen Darsow als Herkunftsnamen: Im Juli 1310 beurkunden die brandenburgischen Markgrafen Waldemar und Johann V., dass sie Stolp zur Stadt erhoben und die städtische Gerichtsbarkeit dem Detbernus  von Zirchow und dessen Sohn Johannes von Zirchow sowie dem Johannes von Darsow übertragen haben. 1313 wird Johannes von Darsow als Bürgermeister von Stolp genannt.  Das ehemalige Rittergut Darsow war in älterer Zeit ein  Lehen der Familie Stojentin. 1453 werden in einer  Urkunde ein Jereslaf Stoyentin to Darzowe und 1523 in der Musterrolle Teslaff Stoientin tho Darsow erwähnt.
1734 kam Darsow an die Familie Grumbkow. Das Dorf wurde dann von Friederike von Podewils, geb. v. Grumbkow, geerbt. Um das Jahr 1784 gab es in Darsow ein Vorwerk, drei Vollbauern, zwei Halbbauern, sechs Kossäten, einen Schulmeister, auf der Feldmark das Vorwerk Drzigowa mit einem Kossäten und insgesamt zwanzig Haushaltungen.
Die auf der Feldmark gelegenen Vorwerke Schidlitz und Heide mit zusammen fünf Haushaltungen und das Vorwerk Schmelz waren ebenfalls alte Stojentinsche Lehen. Im 19. Jahrhundert hatte die Familie Stojentin Schorin und Darsow in Besitz. Letzte Eigentümer  waren Robert von Stojentin und dessen Sohn Emil von Stojentin. Als Letzterer 1912 starb, erlosch mit ihm der gesamte Stojentinsche Familienzweig B, und Darsow ging auf Leo Robert von Bonin über.
Im Jahr 1925 standen in Darsow 44 Wohngebäude. 1939 wurden 89 Haushalte und 386 Einwohner gezählt.
Vor Ende des Zweiten Weltkriegs gehörte Darsow zum Landkreis Stolp im Regierungsbezirk Köslin der Provinz Pommern des Deutschen Reichs. Das Gemeindegebiet war 2110 Hektar groß. Auf dem Gemeindegebiet gab es neben dem Dorf Darsow die fünf Wohnplätze Alt Schidlitz, Forsthaus und Vorwerk Darsow, Hahnenberg, Laaske und Neu Schidlitz.
Gegen Ende des Zweiten Weltkriegs wurde Darsow am 9. März 1945 von der Sowjetarmee besetzt und bald darauf zusammen mit ganz Hinterpommern der Volksrepublik Polen zur Verwaltung überlassen. Es begann danach die Zuwanderung polnischer Zivilisten. Darsow wurde unter der polonisierten Ortsbezeichnung Darżewo verwaltet. Das Gut blieb bis zum 5. November 1945 unter sowjetischer Militärverwaltung. Die deutschen Dorfbewohner wurden in der darauf folgenden Zeit von der polnischen Administration aus Darsow vertrieben; die letzten beiden Familien wurden 1958 ausgewiesen. Gutsbesitzer Leo Robert von Bonin hielt sich mit Familienmitgliedern noch bis 1957 im Landkreis Stolp auf und reiste dann aus.
Später wurden in der Bundesrepublik Deutschland 178 und in der DDR 95 aus Darsow vertriebene Dorfbewohner ermittelt.

### Demographie
| Jahr | Einwohner | Anmerkungen                              |
| ---- | --------- | ---------------------------------------- |
| 1818 | 113       | adelige Besitzung                        |
| 1925 | 443       | davon 427 Evangelische und 16 Katholiken |
| 1933 | 420       | [ 6 ]                                    |
| 1939 | 386       | [ 6 ]                                    |

Im Jahr 2011 hatte das Dorf 327 Einwohner.

## Söhne und Töchter des Ortes
- Valentin von Stojentin (~1485–1528/1529), herzoglich-pommerscher Rat und Schlosshauptmann, Streiter für das Luthertum